# أمين عودية
أمين عودية لاعب كرة قدم جزائري ،لعب في نادي وفاق سطيف.